# Klæmint Matras
Klæmint Matras (Tórshavn, 20 maggio 1981) è un ex calciatore faroese, di ruolo centrocampista.

## Statistiche
Statistiche aggiornate al 10 luglio 2012.

### Presenze e reti nei club
| Stagione            | Squadra             | Campionato          | Campionato | Campionato | Coppe nazionali | Coppe nazionali | Coppe nazionali | Coppe internazionali | Coppe internazionali | Coppe internazionali | Altre coppe | Altre coppe | Altre coppe | Totale | Totale |
| Stagione            | Squadra             | Comp                | Pres       | Reti       | Comp            | Pres            | Reti            | Comp                 | Pres                 | Reti                 | Comp        | Pres        | Reti        | Pres   | Reti   |
| ------------------- | ------------------- | ------------------- | ---------- | ---------- | --------------- | --------------- | --------------- | -------------------- | -------------------- | -------------------- | ----------- | ----------- | ----------- | ------ | ------ |
| 2000                | B36 Tórshavn        | 1D                  | 12         | 0          | CFO             | ?               | ?               | CU                   | ?                    | ?                    | -           | -           | -           | 12     | 0      |
| 2001                | B36 Tórshavn        | 1D                  | 17         | 2          | CFO             | ?               | ?               | -                    | -                    | -                    | -           | -           | -           | 17     | 2      |
| 2002                | B36 Tórshavn        | 1D                  | 13         | 0          | CFO             | ?               | ?               | UCL                  | ?                    | ?                    | -           | -           | -           | 13     | 0      |
| 2003                | B36 Tórshavn        | 1D                  | 18         | 1          | CFO             | ?               | ?               | -                    | -                    | -                    | -           | -           | -           | 18     | 1      |
| 2004                | B36 Tórshavn        | 1D                  | 12         | 1          | CFO             | ?               | ?               | CU                   | ?                    | ?                    | -           | -           | -           | 12     | 1      |
| 2005                | B36 Tórshavn        | FD                  | 21         | 0          | CFO             | ?               | ?               | CU                   | -                    | -                    | -           | -           | -           | 21     | 0      |
| 2006                | B36 Tórshavn        | FD                  | 26         | 0          | CFO             | ?               | ?               | UCL                  | 4                    | 1                    | -           | -           | -           | 30     | 1      |
| 2007                | B36 Tórshavn        | FD                  | 26         | 2          | CFO             | ?               | ?               | -                    | -                    | -                    | SFO         | ?           | ?           | 26     | 2      |
| 2008                | B36 Tórshavn        | FD                  | 20         | 5          | CFO             | ?               | ?               | CU                   | 2                    | 0                    | -           | -           | -           | 22     | 5      |
| 2009                | B36 Tórshavn        | FD                  | 26         | 1          | CFO             | ?               | ?               | UEL                  | 2                    | 0                    | -           | -           | -           | 28     | 1      |
| 2010                | B36 Tórshavn        | FD                  | 25         | 3          | CFO             | 3               | 0               | -                    | -                    | -                    | -           | -           | -           | 28     | 3      |
| 2011                | B36 Tórshavn        | FD                  | 26         | 3          | CFO             | 1               | 0               | -                    | -                    | -                    | -           | -           | -           | 27     | 3      |
| 2012                | B36 Tórshavn        | FD                  | 14         | 0          | CFO             | 1               | 0               | UCL                  | 2                    | 0                    | SFO         | 1           | 0           | 18     | 0      |
| Totale B36 Tórshavn | Totale B36 Tórshavn | Totale B36 Tórshavn | 256        | 18         |                 | 6               | 0               |                      | 10                   | 1                    |             | 1           | 0           | 273    | 19     |
| Totale carriera     | Totale carriera     | Totale carriera     | 256        | 18         |                 | 6               | 0               |                      | 10                   | 1                    |             | 1           | 0           | 273    | 19     |

### Cronologia presenze e reti in nazionale
| Cronologia completa delle presenze e delle reti in nazionale ― Fær Øer | Cronologia completa delle presenze e delle reti in nazionale ― Fær Øer | Cronologia completa delle presenze e delle reti in nazionale ― Fær Øer | Cronologia completa delle presenze e delle reti in nazionale ― Fær Øer | Cronologia completa delle presenze e delle reti in nazionale ― Fær Øer | Cronologia completa delle presenze e delle reti in nazionale ― Fær Øer | Cronologia completa delle presenze e delle reti in nazionale ― Fær Øer | Cronologia completa delle presenze e delle reti in nazionale ― Fær Øer |
| Data                                                                   | Città                                                                  | In casa                                                                | Risultato                                                              | Ospiti                                                                 | Competizione                                                           | Reti                                                                   | Note                                                                   |
| ---------------------------------------------------------------------- | ---------------------------------------------------------------------- | ---------------------------------------------------------------------- | ---------------------------------------------------------------------- | ---------------------------------------------------------------------- | ---------------------------------------------------------------------- | ---------------------------------------------------------------------- | ---------------------------------------------------------------------- |
| 13-2-2002                                                              | Peyia                                                                  | Liechtenstein                                                          | 0 – 1                                                                  | Fær Øer                                                                | Amichevole                                                             | -                                                                      |                                                                        |
| 16-3-2008                                                              | Kopavogur                                                              | Islanda                                                                | 3 – 0                                                                  | Fær Øer                                                                | Amichevole                                                             | -                                                                      |                                                                        |
| Totale                                                                 |                                                                        | Presenze                                                               | 2                                                                      |                                                                        | Reti                                                                   | 0                                                                      |                                                                        |

## Palmarès

### Club

#### Competizioni nazionali
- 1. deild: 1

B36 Tórshavn: 2001
- Løgmanssteypið: 3

B36 Tórshavn: 2001, 2003, 2006
- Formuladeildin: 2

B36 Tórshavn: 2005, 2011
- Supercoppa delle Isole Fær Øer: 1

B36 Tórshavn: 2007

#### Competizioni internazionali
- Atlantic Cup: 1

B36 Tórshavn: 2006